# Гитин, Виктор Владимирович
Виктор Владимирович Гитин (род. 15 марта 1961, Бердянск, Запорожская область, Украинская ССР, СССР) — российский предприниматель, депутат Государственной Думы Федерального Собрания Российской Федерации второго созыва, член Российской объединённой демократической партии «Яблоко». Писатель, филателист.

## Биография
Родился 15 марта 1961 года в Бердянске Запорожской области. В последующем жил в Уфе (Башкирия).
В 1984 году окончил философский факультет Уральского государственного университета, а в 2001 году — Российскую академию менеджмента и агробизнеса по специальности — финансовый менеджмент.
С 1984 года проживал в Красноярске, где преподавал философию в медицинском институте и Красноярском филиале Ленинградского института советской торговли. С 1986 по 1989 год заведовал социологической лабораторией Красноярской зональной комсомольской школы. Совместно с коллегами основал хозрасчетное социологическое объединение «Социолог», которое в дальнейшем преобразовалось в студию «Ваше мнение».
В 1990 году избран депутатом Красноярского краевого Совета народных депутатов.
С 1992 года по 1996 год работал заместителем генерального директора Международного центра делового сотрудничества. Одновременно был одним из учредителей и директором по финансовым программам Финансово-промышленной корпорации «ТИМ-группа». В 1994—1995 годах — внештатный советник Главного экономического управления Администрации Красноярского края.
В 1995 году избран депутатом Государственной Думы Федерального Собрания Российской Федерации второго созыва, где первоначально был утвержден председателем подкомитета по валютному и таможенному регулированию, внешнему долгу, драгоценным металлам и камням, а затем — заместителем председателя Комитета по бюджету, налогам, банкам и финансам.
С 2000 года работал в Москве консультантом ООО «ИнтерСвязьСтрой». Одновременно с 2002 года — генеральный директор «Инвестиционной Компании „Евроэнергосбережение“». Занимался разработкой и внедрением инвестиционных проектов, привлечением финансовых средств в энергосберегающие технологии с использованием механизмов Киотского протокола к Рамочной конвенции ООН об изменении климата.
С 2005 года по 2009 год Гитин был заместителем губернатора Псковской области — руководителем Представительства Администрации Псковской области при Правительстве РФ.

### Уголовное дело
В марте 2000 года Гитин был арестован по обвинению в преступлении, предусмотренном пунктом «г» части 4 статьи 290 Уголовного кодекса РФ (получение взятки лицом, занимающим государственную должность). Обвинялся в том, что, будучи депутатом Госдумы, за соответствующее вознаграждение способствовал размещению в красноярском коммерческом банке «Радуга» многомиллионного транша, выделенного во второй половине 1990-х годов Правительством РФ на развитие Нижнего Приангарья. После обращения депутатов Госдумы о незаконности действий красноярской прокуратуры и заключения врачей о наличии тяжелого заболевания в том же году был освобожден из-под ареста. В 2001 году уголовное дело было закрыто.

## Основные направления деятельности
До августа 1991 года возглавлял краевую Комиссию по гласности, СМИ и изучению общественного мнения. Участвовал в создании и развитии независимых средств массовой информации на территории края, организовал мониторинг общественного мнения. 
После августа 1991 года участвовал в создании и внедрении программ лесопользования и лесопереработки в крае, являлся разработчиком нормативных основ деятельности лесоперерабатывающего комплекса Красноярского края в новых рыночных условиях. Принимал участие в разработке и принятии всех бюджетов Красноярского края этого периода, работал во временной комиссии по рациональному использованию лесных ресурсов Нижнего Приангарья и зоны затопления Богучанской ГЭС, разработал залоговые схемы кредитования социально-экономических проектов с использованием краевой квоты драгоценных металлов, добываемых на территории края, участвовал в работе Фонда социальной защиты населения, разработал нормативную базу и организовал работу рабочей группы по лицензированию недропользования. В частности курировал лицензирование и разработку первых красноярских нефтяных и нефтегазовых месторождений с участием иностранных инвесторов (Ванкорского, Сымского и Юрубчано-Тахомской зоны), а также Олимпиадинского и Васильевского золоторудных месторождений, выполнял специальные и особые поручения Председателя и Президиума краевого Совета.
Занимался строительством завода по производству сорбентов из Канско-Ачинских углей, линии по производству безалкогольных напитков, высокотехнологичного лакокрасочного производства и т. д.
Во II созыве Государственной Думы являлся членом временной Комиссии ГД РФ по проверке хода приватизации РАО «Норильский никель» и рассмотрению вызванных этим социально-экономических проблем (в 1996—1997 годах); членом временной Комиссии ГД РФ по анализу социально-экономических последствий реорганизации БАМа, Западно-Сибирской, Кемеровской, Восточно-Сибирской, Красноярской, Забайкальской и Дальневосточной железных дорог (в 1996—1998 годах); членом оргкомитета по формированию рынка драгоценных металлов и драгоценных камней на территории Сибири в рамках Межрегиональной Ассоциации «Сибирское соглашение» (весь период); заместителем председателя Комиссии ГД РФ по внешним долгам и активам (весь период); членом Комиссии ГД РФ по рассмотрению правовых вопросов пользования недрами на условиях раздела продукции (с 1997 года до окончания полномочий); членом парламентской делегации ГД РФ на слушаниях в Конгрессе США по делу Bank of New York (1999);  членом рабочей группы Межведомственной комиссии Совета Безопасности РФ по экономической безопасности (по распоряжению Секретаря Совета Безопасности РФ В. В. Путина в 1999 году).
Был одним из основных авторов и разработчиков следующих законов Российской Федерации:
- «О драгоценных металлах и драгоценных камнях»;
- Бюджетный кодекс РФ;
- Таможенный кодекс РФ;
- «О таможенном тарифе»;
- «О валютном регулировании и валютном контроле»;
- программы внешних заимствований РФ с 1997 по 2000 год.

Кроме этого принимал непосредственное участие в разработке следующих федеральных законов:
- бюджеты РФ с 1997 по 2000 год и все изменения и дополнения к ним;
- «Об участках недр и месторождений полезных ископаемых право пользования, которыми может быть предоставлено на условиях раздела продукции» (более 15 законов);
- «О заключении, исполнении и государственном контроле за исполнением соглашений о разделе продукции при пользовании недрами»
- «О внесении изменений и дополнений в Закон РФ „О пенсионном обеспечении родителей погибших военнослужащих, проходивших военную службу по призыву“»;
- «О повышении минимального размера пенсии, порядке индексации и пересчета государственных пенсий в РФ»;
- "О внесении изменений в Закон РФ «О государственных пенсиях»;
- «О налоге на игорный бизнес»;
- «О первоочередных мерах в области бюджетной и налоговой политики»;
- "О внесении изменений и дополнений в Закон РФ «О налоге на добавленную стоимость»;
- Налоговый кодекс РФ, часть первая;
- Налоговый кодекс РФ, часть вторая;
- "О внесении изменений и дополнений в Закон РФ «О закрытом административном образовании»; и целого ряда других законопроектов.

## Творческая деятельность и публикации
В. В. Гитиным написаны несколько повестей, пьес и киносценариев. Пьеса «Испытание Мага» поставлена Чувашским государственным театром юного зрителя имени Михаила Сеспеля (2007) и Тверским театром-студией «Премьер» (2009, мюзикл).
Он лауреат III международного литературного конкурса «Русский Stil-2009» (Германия) в номинации «Нашим детям».
Помимо различных публикаций в сборниках, газетах, журналах, интернете, В. В. Гитин является автором ряда книг:
- «Королевство Прекрасных Дам» (2002).

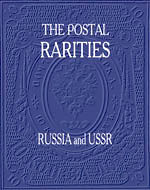

- «Сказки дядюшки Гита» (2009).
- «Сказки сапфировых чудес» (2013)

## Вклад в филателию
Виктор Гитин является автором следующих публикаций по филателии России и СССР:
- Почтовые редкости России и СССР: альбом / Сост. В. В. Гитин. — СПб.: Стандарт-Коллекция, 2002. — 196 с. — 600 экз. — ISBN 5-87170-091-8.[≡] (Дата обращения: 20 апреля 2011)
- Тифлисская уника. Исторические материалы, статьи и публикации / Авт. вступ. ст. и сост. В. В. Гитин; Общ. ред. В. Б. Загорский. — СПб.: Стандарт-Коллекция, 2007. — 88 с. — ISBN 978-5-902275-30-5. — (Сер. Редкие марки мира). [На тит. л. и обл.: К 150-летию выпуска, 20 июня 1857 года.]

## Награды
- Медаль «В память 850-летия Москвы», Указ Президента Российской Федерации № 132 от 26 февраля 1997 года.
- Медаль святого равноапостольного князя Владимира, Грамота Митрополита Киевского и всея Украины, Предстоятеля Украинской Православной Церкви от 1 мая 2006 года.
- Орден Преподобного Нестора летописца II ступени, Грамота Митрополита Киевского и всея Украины, Предстоятеля Украинской Православной Церкви от 12 июня 2007 года.
- Нагрудный знак «За заслуги» МЧС России, Приказ Министра по чрезвычайным ситуациям РФ № 9-К от 21 января 2008 года.
- Диплом и медаль III международного литературного конкурса «Русский Stil-2009».

## Семья
Женат, двое детей.